# NGC 4803
NGC 4803 é uma galáxia  localizada na direcção da constelação de Virgo. Possui uma declinação de +08° 14' 24" e uma ascensão recta de 12 horas, 55 minutos e 33,7 segundos.
A galáxia NGC 4803 foi descoberta em 25 de Março de 1865 por Albert Marth.